# قائمه منسدلة

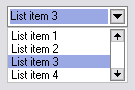
قائمة منسدلة أو قائمة منسدلة أو قائمة منسدلة بإدخالات عامة

القائمة المنسدلة ( القائمة المنسدلة المختصرة أو DDL ؛ تُعرف أيضًا بالقائمة المنسدلة , قائمة الاختيار ) هي عنصر تحكم رسومي ، مشابه لمربع القائمة ، الذي يسمح يختار المستخدم قيمة واحدة من القائمة. عندما تكون القائمة المنسدلة غير نشطة ، فإنها تعرض قيمة واحدة. عند تنشيطه ، فإنه يعرض (يسقط) قائمة القيم ، والتي يمكن للمستخدم تحديد واحدة منها. عندما يحدد المستخدم قيمة جديدة ، يعود عنصر التحكم إلى حالته غير النشطة ، ويعرض القيمة المحددة. غالبًا ما يستخدم في تصميم واجهات المستخدم الرسومية ، بما في ذلك تصميم الويب .